# Часова область

Перетворення Фур'є ставить у відповідність часову область функції, показану червоним, до її частотної області, показаної синім. Складові частоти, поширені частотним спектром, представляються піками в частотній області.

Часова́ о́бласть — це аналіз математичних функцій, фізичних сигналів або часових рядів економічних або довкільних даних у відношенні до часу. У часовій області значення сигналу або функції відоме для всіх дійсних чисел у випадку безперервного часу, або в різні окремі моменти у випадку дискретного часу. Інструментом, що зазвичай використовується для візуалізації реальних сигналів у часовій області, є осцилограф. Графік часової області показує, як сигнал змінюється в часі, тоді як графік частотної області показує, наскільки багато сигналу лежить в межах кожної заданої частотної смуги в діапазоні частот.

## Походження терміна
Використання протиставних термінів часова область та частотна область розвинулося у технологіях комунікацій США у пізніх 1940-х, і спільне використання цих термінів без визначення зустрічалося до 1950 року. Коли аналіз використовує як одиниці вимірювання секунди або її кратні, тоді він є в часовій області. Коли аналіз стосується протилежних одиниць, таких як герци, тоді він є в частотній області.